# Budapest III. kerülete
Budapest III. kerülete (Óbuda–Békásmegyer) a Duna jobb partján, Budán fekszik. Északon Budakalász és Üröm, nyugaton Solymár, délen a II. kerület, míg keleten a Duna által az XIII. kerület és a IV. kerület határolja. A kerületnek jelenleg 15 városrésze van, Aranyhegy-Ürömhegy-Péterhegy, Aquincum, Békásmegyer, Csillaghegy, Csúcshegy, Harsánylejtő, Hármashatárhegy, Kaszásdűlő, Mocsárosdűlő, Óbuda, Óbuda hegyvidéke, Óbudaisziget, Rómaifürdő, Solymárvölgy és Újlak egy része. Jelentősebb terei többek között a Flórián tér, Fő tér, Kolosy tér és a Szentlélek tér. Jelentősebb parkjai többek között a Mátyás-hegyi kőfejtő park, Flórián tér és a Bud Spencer park. Főbb közlekedési csomópontjai a Szentlélek tér és a Kolosy tér. 
A III. kerület 1873. november 17-én jött létre Budapest megalapításakor. A kerület mai határait 1950-ben alakították ki, amikor is a kerülettől területeket csatolták át a II. kerülethez. 
A kerület területe 39,7 km², lakosainak száma a 2023-as becslés alapján 124 256 fő, illetve népsűrűsége 3130 fő/km², ezzel a fővárosi kerületek közül a harmadik legnagyobb területű kerülete, második legnagyobb népességével rendelkező kerülete és a tizenegyedik legsűrűbben lakott kerülete.

## Fekvése
Keleten a Duna, Budapest IV. kerülete és a XIII. kerület határolja. Délen és délnyugaton a II. kerület, északnyugaton Solymár és Üröm, északon Budakalász a szomszédai.
Területéhez tartozik az Óbudai-sziget is.
A kerületet domborzati szempontból élesen kettéosztja a Bécsi út – Aranyhegyi út – Dózsa György utca tengely. E vonaltól nyugatra (a temetőt kivéve) a Budai-hegység és a Pilis domborulatai kezdődnek. Keletre viszont sík területet találunk, amelyet a Duna legnagyobb áradásai gátak híján jelentős mértékben elöntenének.
A kerület központja a Flórián tér és a Fő tér körzete, bár (főleg a lakótelepeken) alközpontok is létrejöttek (pl. Csobánka tér, Római tér, Kolosy tér).

## Történelem
A III. kerület mai területén több, mára már elpusztult település is volt a történelem során.
Itt helyezkedett el a Római Birodalom idejében az 1. századtól a 4. századig Aquincum, amely fejlett katonai és polgári negyeddel, fürdővel, vízvezetékkel és két amfiteátrummal is rendelkezett. Számos villa tartozott hozzá, és a Óbudai-szigeten a római helytartónak is volt palotája.
A mai Békásmegyer tájékán fekvő, a tatárjáráskor elnéptelenedett középkori falu az 1212-ben az Óbudával határos Pócsernik volt, amelyet 1326-ban neveztek át Póföldének.
Pazándok a Rómaifürdő mellett fekvő középkori falu volt. A pazándoki szőlőhegyen 1378-ban egy pesti polgár szerepel birtokosként, de a terület valójában nemigen volt alkalmas szőlőművelésre, inkább Duna-menti mocsaras rétek és legelők voltak itt. Emiatt a település hamar pusztává vált, és faluként utoljára 1347-ben említik. A 18. századi mezővárost – az 1738–39-es pestisjárvány áldozatainak pótlására – nagyobbrészt betelepített dunai svábok lakták, akiknek jelentős része szőlőműveléssel foglalkozott. Egy Dél-Németországból származó család leszármazottja, Harrer Pál lett az önálló Óbuda első és egyetlen polgármestere 1872–73-ban. Pest, Buda és Óbuda egyesítését követően elöljáróként állt a városrész élén.
A Szentendrei úton a 2003 novemberében megnyílt Auchan áruház helyén 1964-ben kezdett el termelni a főváros első házgyára. A szocialista városfejlesztési koncepció nyomán, 1969-1984 között tartott Óbuda központjában, 1971-1983 között Békásmegyeren a két nagy panelházas lakótelep kialakítása, amely mindkét városrész arculatát alapjaiban változtatta meg. A nyolcvanas években a Pók utcában és a Kaszásdűlőn is épültek telepek. 1977-től Kiss Imre tanácselnök vezette a városrészt 1990 júniusáig. (Néhány hónappal a tanácsok megszűnését megelőzően nyugdíjba vonult.)
A kerület polgármestere 1990 és 2006 között Tarlós István volt, akit első ízben az SZDSZ színeiben, 1994-ben, 1998-ban és 2002-ben pedig függetlenként választottak meg. A 2006-ban főpolgármester-jelöltként induló Tarlós utódja Bús Balázs (Fidesz–KDNP) lett. 2019-ben Bússal szemben a baloldali összefogás jelöltje, Kiss László nyert, és lett a kerület vezetője.
A Fővárosi Közgyűlés 2012. december 12-én kelt városrészeket rendező határozatában jelentősen átalakította a kerület ilyetén felosztását; megszűnt Mátyáshegy, Remetehegy, Táborhegy, Testvérhegy, Ürömhegy és Törökkő, lett helyettük Aranyhegy-Ürömhegy-Péterhegy, illetve Óbuda hegyvidéke, valamint megszűnt Filatorigát városrészi mivolta is. Egy nagymértékű ingatlanberuházás nyomán egy új városrész is született a Csúcshegy és a Testvérhegy között; Harsánylejtő, ami korábban teljesen beépítetlen volt. Ezeken kívül szinte az összes városrész kiterjedése megváltozott.

## Politika

### Polgármesterei
| Ciklus    | Név             | Jelölő szervezet(ek)                  | Megjegyzés                                                          |
| --------- | --------------- | ------------------------------------- | ------------------------------------------------------------------- |
| 1990–1994 | Tarlós István   | SZDSZ                                 | A hivatkozott forrásban nincs adat a jelölő szervezetre vonatkozóan |
| 1994–1998 | Tarlós István   | független                             |                                                                     |
| 1998–2002 | Tarlós István   | független                             |                                                                     |
| 2002–2006 | Tarlós István   | független                             |                                                                     |
| 2006–2010 | Bús Balázs      | Fidesz-KDNP                           |                                                                     |
| 2010–2014 | Bús Balázs      | Fidesz-KDNP                           |                                                                     |
| 2014–2019 | Bús Balázs      | Fidesz-KDNP                           |                                                                     |
| 2019–2024 | Dr. Kiss László | Momentum-DK-MSZP-Párbeszéd-LMP        |                                                                     |
| 2024–     | Dr. Kiss László | DK-Momentum-MSZP-Párbeszéd-LMP-Jobbik |                                                                     |

### A 2024-es önkormányzati választás eredménye
- A polgármester-választás eredménye[20]

| Jelölt neve              | Jelölő szervezet(ek) | Jelölő szervezet(ek)                                             | Szavazatok száma | Szavazatok aránya |
| ------------------------ | -------------------- | ---------------------------------------------------------------- | ---------------- | ----------------- |
| Dr. Kiss László          |                      | DK – Momentum – MSZP – Párbeszéd- ZÖLDEK – LMP – Zöldek – Jobbik | 30 368           | 47,11%            |
| Bús Balázs               |                      | Fidesz – KDNP                                                    | 24 861           | 38,56%            |
| Budai Sándor Viktor      |                      | MKKP                                                             | 6297             | 9,77%             |
| Balogné Marosvölgyi Anna |                      | Mi Hazánk                                                        | 2941             | 4,56%             |
| Összesen                 |                      |                                                                  | 63 974           | 100%              |

- A 2025-ös időközi önkormányzati választás eredménye[21][22]

| Párt | Párt                                                             | Mandátumok | Képviselő-testület | Képviselő-testület | Képviselő-testület | Képviselő-testület | Képviselő-testület | Képviselő-testület | Képviselő-testület | Képviselő-testület | Képviselő-testület | Képviselő-testület | Képviselő-testület | Képviselő-testület | Képviselő-testület | Képviselő-testület | Képviselő-testület | Képviselő-testület | Képviselő-testület |
| ---- | ---------------------------------------------------------------- | ---------- | ------------------ | ------------------ | ------------------ | ------------------ | ------------------ | ------------------ | ------------------ | ------------------ | ------------------ | ------------------ | ------------------ | ------------------ | ------------------ | ------------------ | ------------------ | ------------------ | ------------------ |
|      | DK – Momentum – MSZP – Párbeszéd- ZÖLDEK – LMP – Zöldek – Jobbik | 16         | P                  |                    |                    |                    |                    |                    |                    |                    |                    |                    |                    |                    |                    |                    |                    |                    |                    |
|      | Fidesz – KDNP                                                    | 4          |                    |                    |                    |                    |                    |                    |                    |                    |                    |                    |                    |                    |                    |                    |                    |                    |                    |
|      | MKKP                                                             | 2          |                    |                    |                    |                    |                    |                    |                    |                    |                    |                    |                    |                    |                    |                    |                    |                    |                    |
|      | Mi Hazánk                                                        | 1          |                    |                    |                    |                    |                    |                    |                    |                    |                    |                    |                    |                    |                    |                    |                    |                    |                    |

## Népesség
A III. kerület lakónépessége 2022. október 1-jén 124 746 fő volt, ami Budapest össznépességének 7,4%-át tette ki. A 2011-es népszámlálás óta 1732 fővel csökkent a kerület lakosság száma. Ebben az évben az egy km²-re jutó lakók száma, átlagosan 3142 ember volt. A III. kerület népesség korösszetétele igen kedvezőtlen. 2022-ben a kerület lakónépességének a 13%-a 14 évnél fiatalabb, míg a 65 éven felülieké 23% volt. 2022-ben a férfiaknál 76, a nőknél 81 év volt a születéskor várható átlagos élettartam. A legmagasabb befejezett iskolai végzettség szerint a diplomával rendelkezők élnek a legtöbben a kerületben 44 302 fő, utánuk következő nagy csoport az érettségi végzettséggel rendelkezők 38 783 fővel. 2022-ben a 6 évnél idősebb népesség 90%-nál volt internet elérési lehetősége. A népszámlálás adatai alapján a kerület lakónépességének 14,7%-a, mintegy 18 378 személy vallotta magát valamely kisebbséghez tartozónak. A kisebbségek közül német, ukrán és kínai nemzetiségűnek vallották magukat a legtöbben.
A 19. század utolsó harmadától az III. kerület lakosságszáma egyenletesen növekedett, egészen 1970-ig. A második világháború következtében a kerület a lakosságának a 3,4%-át veszítette el. A 70-es években ugrásszerűen megnőtt a kerület népessége, és egészen 1990-ig nőtt a lakosság száma. A legtöbben 1990-ben éltek a kerületben 149 028 fő. A 90-es évektől, egészen napjainkig csökken a kerület népességszáma, ma már kevesebben laknak a III. kerületben, mint 1990-ben.
A 2022-es népszámlálási adatok szerint a magukat vallási közösséghez tartozónak valló III. kerületiek túlnyomó többsége római katolikusnak tartja magát. Emellett jelentős egyház a kerületben, még a református.

### Iskolai végzettség
| Iskolai végzettség                | Iskolai végzettség               | Iskolai végzettség | Iskolai végzettség | Iskolai végzettség |
| --------------------------------- | -------------------------------- | ------------------ | ------------------ | ------------------ |
|                                   |                                  |                    |                    | fő                 |
| Általános iskolát nem végezte el  | Általános iskolát nem végezte el |                    | 9639               | 9639               |
| Általános iskola                  | Általános iskola                 |                    | 13901              | 13901              |
| Szakmunkás                        | Szakmunkás                       |                    | 10951              | 10951              |
| Érettségi                         | Érettségi                        |                    | 38783              | 38783              |
| Diploma                           | Diploma                          |                    | 44302              | 44302              |
| A 2022. évi népszámlálás szerint. |                                  |                    |                    |                    |

A 2001-es népszámlálási adatok alapján, a III. kerületben a legmagasabb befejezett iskolai végzettség szerint az érettségi végzettséggel rendelkezők éltek a legtöbben 42 872 fővel. Második legnagyobb csoport az általános iskolai végzettséggel rendelkezők voltak 30 009 fővel, utánuk következett a diplomával rendelkezők 25 345 fővel, az általános iskolai végzettséggel nem rendelkezők 14 543 fővel, végül a szakmunkások 11 644 fővel.
A 2011-es népszámlálási adatok alapján, a III. kerületben a legmagasabb befejezett iskolai végzettség szerint az érettségi végzettséggel rendelkezők éltek a legtöbben 41 772 fővel. Második legnagyobb csoport a diplomával rendelkezőek voltak 35 227 fővel, utánuk következett az általános iskolai végzettséggel rendelkezők 18 602 fővel, az általános iskolai végzettséggel nem rendelkezők 9368 fővel, végül a szakmunkások 12 975 fővel.
A 2022-es népszámlálási adatok alapján, a III. kerületben a legmagasabb befejezett iskolai végzettség szerint a diplomával rendelkezők éltek a legtöbben 44 302 fővel. Második legnagyobb csoport az érettségi végzettséggel rendelkezőek voltak 38 783 fővel, utánuk következett az általános iskolai végzettséggel rendelkezők 13 901 fővel, a szakmunkások 10 951 fővel, végül az általános iskolai végzettséggel nem rendelkezők 9639 fővel.

### Etnikai összetétel
A 2001-es népszámlálás adatok szerint a kerület lakossága 131 605 fő volt, ebből 120 589 fő magyarnak vallotta magát. A kerület lakosságának az 5,4%-a vallotta magát valamely kisebbséghez tartozónak. Magyar állampolgársággal rendelkező nemzetiségiek száma 4343 fő, míg a magyar állampolgársággal nem rendelkezők száma 2742 fő volt. Az első három legnagyobb nemzetiségi csoport a kerületben a német (1366 fő), szlovák (360 fő) és a cigány (343 fő) volt. A cigányok aránya a népszámlálásokban szereplőnél lényegesen magasabb, akár három négyszerese is lehet.
A 2011-es népszámlálás adatok szerint a kerület lakossága 126 478 fő volt, ebből 106 212 fő magyarnak vallotta magát. A kerület lakosságának a 8,8%-a vallotta magát valamely kisebbséghez tartozónak. Magyar állampolgársággal rendelkező nemzetiségiek száma 8088 fő, míg a magyar állampolgársággal nem rendelkezők száma 3081 fő volt. Az első három legnagyobb nemzetiségi csoport a kerületben a német (2240 fő), cigány (708 fő) és a román (485 fő) volt. 10 év alatt a legjelentősebben a cigányok, németek és a románok száma nőtt.
A 2022-es népszámlálás adatok szerint a kerület lakossága 124 746 fő volt, ebből 108 676 fő magyarnak vallotta magát. A kerület lakosságának a 14,7%-a vallotta magát valamely kisebbséghez tartozónak. Magyar állampolgársággal rendelkező nemzetiségiek száma 14 458 fő, míg a magyar állampolgársággal nem rendelkezők száma 3920 fő volt. Az első három legnagyobb nemzetiségi csoport a kerületben a német (1864 fő), ukrán (1202 fő) és a kínai (674 fő) volt. 11 év alatt a legjelentősebben az ukránok és a kínaiak száma nőtt.

### Vallási összetétel
III. kerület lakóinak vallási összetétele 2022-ben
A 2001-es népszámlálási adatok alapján, a III. kerületben a lakosság több mint fele (62,7%) kötődik valamelyik vallási felekezethez. A legnagyobb vallás a kerületben a kereszténység, melynek legelterjedtebb formája a katolicizmus (47,2%). A katolikus egyházon belül a római katolikusok száma 60 136 fő, míg a görögkatolikusok 1937 fő. A kerületben népes protestáns közösségek is élnek, főleg reformátusok (15 383 fő) és evangélikusok (3086 fő). A zsidó vallási közösséghez tartózók száma 459 fő. Az ortodox kereszténység inkább az országban élő egyes nemzeti kisebbségek (oroszok, ukránok, románok, szerbek, görögök) felekezetének számít, számuk elenyésző az egész kerületi lakosságához képest (234 fő). Szerte a kerületben számos egyéb kisebb keresztény egyházi közösség működik. Jelentős a száma azoknak a kerületben, akik vallási hovatartozásukat illetően nem kívántak válaszolni (17,5%). Felekezeten kívülinek a kerület lakosságának 19,8%-a vallotta magát.
A 2011-es népszámlálás adatai alapján, a III. kerületben a lakosság több mint fele (52,2%) kötődik valamelyik vallási felekezethez. Az elmúlt tíz év alatt a kerületi lakosság vallási felekezethez tartozása jelentősen csökkent, ennek egyik oka, hogy sokan nem válaszoltak. A legnagyobb vallás a kerületben a kereszténység, melynek legelterjedtebb formája a katolicizmus (30,6%). Az elmúlt tíz év alatt, a katolikus valláshoz tartozók száma 16,6%-kal esett vissza. A katolikus egyházon belül a római katolikusok száma 37 460 fő, míg a görögkatolikusok 1147 fő. A kerületben népes protestáns közösségek is élnek, főleg reformátusok (10 042 fő) és evangélikusok (2059 fő). A zsidó vallási közösséghez tartózók száma 429 fő. A buddhista vallási közösséghez tartozók száma 267 fő. Az ortodox kereszténység inkább az országban élő egyes nemzeti kisebbségek (oroszok, ukránok, románok, szerbek, görögök) felekezetének számít, számuk elenyésző az egész kerületi lakosságához képest (200 fő). A muszlim vallási közösséghez tartozók száma 90 fő. Összességében elmondható, hogy az elmúlt tíz év során minden egyházi felekezetekhez tartozók száma jelentősen csökkent. Jelentős a száma azoknak a kerületben, akik vallási hovatartozásukat illetően nem kívántak válaszolni (33,9%), tíz év alatt számuk duplájára nőtt. Felekezeten kívülinek a kerület lakosságának 23,4%-a vallotta magát.
A 2022-es népszámlálás adatai alapján, a III. kerületben a lakosság kevesebb mint a fele (37,3%) kötődik valamelyik vallási felekezethez. Az elmúlt tizenegy év alatt a kerületi lakosság vallási felekezethez tartozása jelentősen csökkent, ennek egyik oka, hogy sokan nem válaszoltak. A legnagyobb vallás a kerületben a kereszténység, melynek legelterjedtebb formája a katolicizmus (25,8%). Az elmúlt tizenegy év alatt, a katolikus valláshoz tartozók száma 4,8%-kal esett vissza. A katolikus egyházon belül a római katolikusok száma 30 220 fő, míg a görögkatolikusok 1233 fő. A kerületben népes protestáns közösségek is élnek, főleg reformátusok (9301 fő) és evangélikusok (1877 fő). A zsidó vallási közösséghez tartózók száma 314 fő. A buddhista vallási közösséghez tartozók száma 295 fő. Az ortodox kereszténység inkább az országban élő egyes nemzeti kisebbségek (oroszok, ukránok, románok, szerbek, görögök) felekezetének számít, számuk elenyésző az egész kerületi lakosságához képest (290 fő). A muszlim vallási közösséghez tartozók száma 162 fő. Összességében elmondható, hogy az elmúlt tizenegy év során a görögkatolikus, ortodox, buddhista és a muszlim egyházon kívül, minden más egyházi felekezetekhez tartozók száma jelentősen csökkent. Jelentős a száma azoknak a kerületben, akik vallási hovatartozásukat illetően nem kívántak válaszolni (42,7%). Felekezeten kívülinek a kerület lakosságának 20%-a vallotta magát.

## Gazdaság
III. kerületi székhellyel rendelkező legnagyobb 20 vállalat nettó árbevétel alapján.
| Rangsor | Vállalat                                                            | Nettó árbevétel (Mrd Ft) 2021 | Alkalmazott (fő) | Főtevékenység                                                               |
| ------- | ------------------------------------------------------------------- | ----------------------------- | ---------------- | --------------------------------------------------------------------------- |
| 1       | MVM Partner Zrt.                                                    | 1 087                         | 134              | Villamosenergia-kereskedelem                                                |
| 2       | MAVIR ZRt.                                                          | 1 071                         | 761              | Villamosenergia- szállítás                                                  |
| 3       | Lidl Magyarország Bt.                                               | 748,1                         | 8 380            | Élelmiszer jellegű bolti vegyes kiskereskedelem                             |
| 4       | Lenovo Technology B. V. Magyarországi Fióktelepe                    | 344                           | 26               | Számítógép, periféria, szoftver nagykereskedelem                            |
| 5       | Market Építő Zrt.                                                   | 289                           | 539              | Lakó- és nem lakó épület építése                                            |
| 6       | Apcom CE Kft.                                                       | 154                           | 25               | Számítógép, periféria, szoftver nagykereskedelem                            |
| 7       | Worldline Financial Services (Europe) S.A. Magyarországi Fióktelepe | 136,3                         | 5                | Vegyi áru nagykereskedelem                                                  |
| 8       | NHKV Zrt.                                                           | 100,8                         | 140              | Egyéb pénzügyi kiegészítő tevékenység                                       |
| 9       | STABILO International GmbH Magyarországi Fióktelepe                 | 75                            | 12               | Egyéb háztartási cikk nagykereskedelem                                      |
| 10      | 4iG Nyrt.                                                           | 72                            | 841              | Telekommunikáció                                                            |
| 11      | FESTO-AM Kft.                                                       | 55,8                          | 1 281            | Hidraulikus, pneumatikus berendezés gyártása                                |
| 12      | BioTech USA Kft.                                                    | 54,5                          | 1 491            | Egyéb élelmiszer nagykereskedelem                                           |
| 13      | HRP Europe Kft.                                                     | 51,6                          | 145              | Számítógép, periféria, szoftver nagykereskedelem                            |
| 14      | Apcom Hungary Kft.                                                  | 50,9                          | 8                | Számítógép, periféria, szoftver nagykereskedelem                            |
| 15      | SAP Hungary Kft.                                                    | 48,5                          | 1 363            | Szoftverkiadás                                                              |
| 16      | DUNA AUTÓ Zrt.                                                      | 38,6                          | 231              | Személygépjármű-, könnyűgépjármű kereskedelem                               |
| 17      | DS Smith Packaging Hungary Kft.                                     | 37,6                          | 1 224            | Papírgyártás                                                                |
| 18      | Strong & Unique Kft.                                                | 32,4                          | 65               | Elektronikus, híradás-technikai berendezés, és alkatrészei nagykereskedelem |
| 19      | MVM Zrt.                                                            | 29,2                          | 192              | Vagyonkezelés (holding)                                                     |
| 20      | Graphisoft SE                                                       | 27,3                          | 458              | Információ-technológiai szaktanácsadás                                      |

## Közlekedés

### Nappali buszjáratok
| Jelzés | Végállomások                                                 |
| ------ | ------------------------------------------------------------ |
| 9      | Óbuda, Bogdáni út – Kőbánya alsó vasútállomás                |
| 29     | Szentlélek tér H – Hüvösvölgy                                |
| 34     | Göncz Árpád városközpont M – Békásmegyer, Újmegyeri tér      |
| 65     | Kolosy tér – Szépvölgyi dűlő                                 |
| 65A    | Kolosy tér – Fenyőgyöngye                                    |
| 106    | Göncz Árpád városközpont M – Római úti lakótelep, Varsa utca |
| 111    | Óbuda, Bogdáni út – Batthyány tér M+H                        |
| 118    | Szentlélek tér H – Óbuda autóbuszgarázs                      |
| 134    | Szentlélek tér H – Békásmegyer, Újmegyeri tér                |
| 137    | Szentlélek tér H – Máramaros út                              |
| 160    | Békásmegyer H – Óbudai rendelőintézet                        |
| 165    | Kolosy tér - Remetehegyi Út                                  |
| 204    | Rákospalota, Kossuth utca – Békásmegyer, Újmegyeri tér       |
| 218    | Szentlélek tér H – Solymár, Auchan áruház                    |
| 219    | Csillaghegy H – Ürömhegyi út / Jutas utca                    |
| 226    | Nyugati pályaudvar M – Óbuda-sziget                          |
| 237    | Szentlélek tér H – Jablonka út                               |
| 243    | Békásmegyer H - Pince köz (Körforgalom)                      |
| 260    | Citronella utca – Óbudai rendelőintézet                      |
| 296    | Újpalota, Szentmihályi út – Békásmegyer, Újmegyeri tér       |

### Éjszakai buszjáratok
| Jelzés | Végállomások                                                   |
| ------ | -------------------------------------------------------------- |
| 901    | Kelenföld vasútállomás M – Bécsi út / Vörösvári út             |
| 918    | Kelenföld vasútállomás M – Óbudai autóbuszgarázs               |
| 923    | Békásmegyer H – Dél-pesti autóbuszgarázs                       |
| 934    | Békásmegyer H – Nyugati pályaudvar (– Pesterzsébeti lakótelep) |
| 937    | Bécsi út / Vörösvári út – Táborhegy                            |
| 943    | (Óbuda autóbuszgarázs –) Békásmegyer H – Szentendre H          |
| 960    | Móricz Zsigmond körtér M – Békásmegyer, Újmegyeri tér          |

### Villamosjárat
| Jelzés | Végállomások                                        |
| ------ | --------------------------------------------------- |
| 1      | Kelenföld vasútállomás M – Bécsi út / Vörösvári út  |
| 1A     | Bécsi út / Vörösvári út – Népliget M                |
| 17     | Bécsi út / Vörösvári út – Savoya Park               |
| 19     | Bécsi út / Vörösvári út – Kelenföld vasútállomás M  |
| 41     | Bécsi út / Vörösvári út – Kamaraerdei Ifjúsági Park |

### HÉV
| Logó        | Név       | Honnan        | Hová       | Hossz   | Megállók | Menetidő |
| ----------- | --------- | ------------- | ---------- | ------- | -------- | -------- |
|             | H5-ös HÉV | Batthyány tér | Szentendre | 20,9 km | 17 db    | 40 perc  |
| Békásmegyer | H5-ös HÉV | Batthyány tér | 10,9 km    | 11 db   | 21 perc  |          |

## Kultúra
- Óbudai Társaskör
- Zichy-kastély
- Magyar Kereskedelmi és Vendéglátóipari Múzeum
- A Magyar Nemzeti Levéltár Országos Levéltára óbudai épülete

### Oktatás

#### Általános-, és középiskolák
- Aelia Sabina Zeneiskola
- Alternatív Közgazdasági Gimnázium (AKG)
- Andor Ilona Ének-Zenei Általános és Alapfokú Művészeti Iskola
- Aquincum Angol-Magyar Két Tanítási Nyelvű Általános Iskola
- Árpád Gimnázium
- Bárczi Géza Általános Iskola
- Bláthy Ottó Titusz Informatikai Szakgimnázium
- Budapest Cirkuszművészeti és Kortárstánc Főiskola
- Csillaghegyi Általános Iskola
- Dr. Szent-Györgyi Albert Általános Iskola
- Dr. Béres József Általános Iskola
- Első Óbudai Általános Iskola
- Fodros Általános Iskola
- KELTA Vendéglátó Szakközépiskola és Szakiskola
- Kerék Általános Iskola és Gimnázium
- Kőrösi Csoma Sándor Két Tanítási Nyelvű Baptista Gimnázium
- Krúdy Gyula Angol-Magyar Két Tanítási Nyelvű Általános Iskola
- Laborc Általános Iskola
- Maimonidész Zsidó Gimnázium
- Medgyessy Ferenc Német Nemzetiségi Nyelvoktató Általános Iskola
- Óbudai Gimnázium
- Óbudai Harrer Pál Általános Iskola
- Óbudai Nagy László Általános Iskola
- Óbudai Népzenei Iskola
- Pais Dezső Általános Iskola
- Varga István Kereskedelmi, Közgazdasági Szakközépiskola és Szakiskola
- Veres Péter Gimnázium
- Zápor Általános Iskola és Gimnázium
- Zipernowsky Károly Általános Iskola

#### Egyetemek, főiskolák
- Gábor Dénes Főiskola Informatikai Alkalmazások Intézete
- Milton Friedman Egyetem (régebbi nevén: Zsigmond Király Egyetem)
- Óbudai Egyetem
- Károli Gáspár Református Egyetem Bölcsészet és Társadalomtudományi Kar - Pszichológiai Intézet

## Sport
- Csillaghegyi MTE Archiválva 2021. január 24-i dátummal a Wayback Machine-ben
- III. Kerületi TVE
- ASR Gázgyár
- Óbudai Kaszások Ifjúsági Klub Egyesület
- Óbudai Baseball és Softball SE

## Kerületi média
- Óbuda Televízió (közműsorszolgáltató kábeltelevízió)
- Óbuda (a kerületi önkormányzat kéthetente megjelenő ingyenes újsága)
- Egyéb lapok:
  - Római Parti Hírek (Dunai életképek)
  - Római Riport, a Római lakótelep internetes lapja
  - Óbudai Blog
  - Óbudai Anziksz (harmadik kerületi kulturális magazin)
  - Óbuda Facebook
  - Óbuda Média (youtube csatorna)

## Díszpolgárok
Az „Óbuda-Békásmegyer Díszpolgára” címet a kerület képviselő-testülete 1991-ben alapította a kerület fejlődése, gyarapodása és hírnevének öregbítése érdekében végzett kiemelkedő tevékenység elismeréseként, az Önkormányzat tiszteletének és hálájának kifejezéseként.
A díszpolgári címmel oklevél és anyagi elismerés jár. A kitüntetett jogosult a díszpolgári cím használatára, nevét felveszik a díszpolgárok jegyzékébe, meghívják az önkormányzat ünnepségeire, ingyenesen látogathatja az önkormányzat közművelődési és sport intézményeit, halála esetén pedig az Önkormányzat saját halottjának tekinti, sírhelyének gondozásához, a sírhely megváltásához – az adott évi költségvetési előirányzat terhére – támogatás nyújtható. A cím posztumusz is adományozható. A címre méltatlanná vált személyektől a cím visszavonható.
A kitüntetettek az oklevél mellé 2016-ig egy 42,5 mm átmérőjű, Ag 925 ezüstből készült és aranyozott, 67,2 gr súlyú kör alakú plakett kaptak. Első oldalán a Szent Péter és Pál-főplébánia-templom, vele szemben, 180 fokban elhelyezve Aquincumi Múzeum látképe, körben „ÓBUDA-BÉKÁSMEGYER DÍSZPOLGÁRA” felirat; hátoldalán az „Ó∙B∙U∙D∙A” felirat, középen Óbuda címere, alatta pedig a díszpolgár neve és a díszpolgári cím adományozásának éve látható. 2017-től a díszpolgári érem kör alakú, 100 mm átmérőjű bronz alkotás, a művész – Szabó Tamás ötvös mester, érmész – által cizellálva. Első oldalán a Képes Krónikából István és Gizella megalapítja az óbudai prépostságot (1015) jelenet látható, körben az „ÓBUDA-BÉKÁSMEGYER DÍSZPOLGÁRA” felirat olvasható. Hátoldalán a római kort idézve két szélen jón oszlopok, rajtuk gerendázat, melyben a kitüntetett neve és alatta az aktuális évszám található, az oszlopok között pedig Óbuda címere jelenik meg.

## Fontosabb közterületek
- Árpád fejedelem útja
- Bécsi út
- Batthyány utca
- Bogdáni út
- Csobánka tér
- Flórián tér
- Fő tér
- Kiscelli utca
- Királyok útja
- Lajos utca
- Miklós tér
- Nánási út
- Pacsirtamező utca
- Pethe Ferenc tér
- Pók utca
- Pusztakúti út
- Szentendrei út
- Vörösvári út

## Testvérvárosai
Óbuda-Békásmegyer testvérvárosi kapcsolatai 2023. január 1-jén: 
| - Udine, Olaszország (1992) - Billigheim, Németország (1997) - Csíkszereda, Románia (1999) - Varsó – Bemowo, Lengyelország (1999) - Kassa, Szlovákia (2001) - Stirling, Egyesült Királyság (2006) - Bécs – Landstraße, Ausztria (2022) - Isztambul – Büyükçekmece, Törökország (2022) | Együttműködési szándéknyilatkozat: - Sanghaj – Csangning (2011) - Hanoi – Sơn Tây, Vietnám (2013) - Avcılar, Törökország (2015) Megszűnt testvérvárosi kapcsolat: - Amstelveen (2009–2019) |

## Galéria

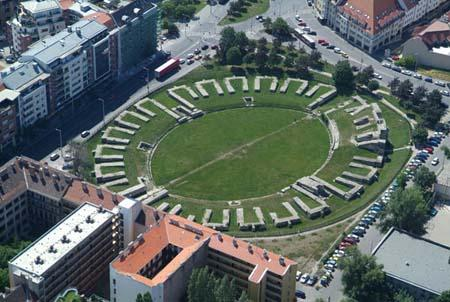
Aquincumi katonai amfiteátrum
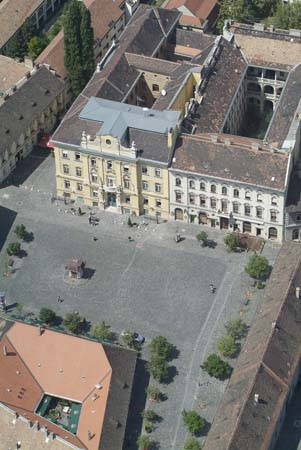
A polgármesteri hivatal a Fő téren
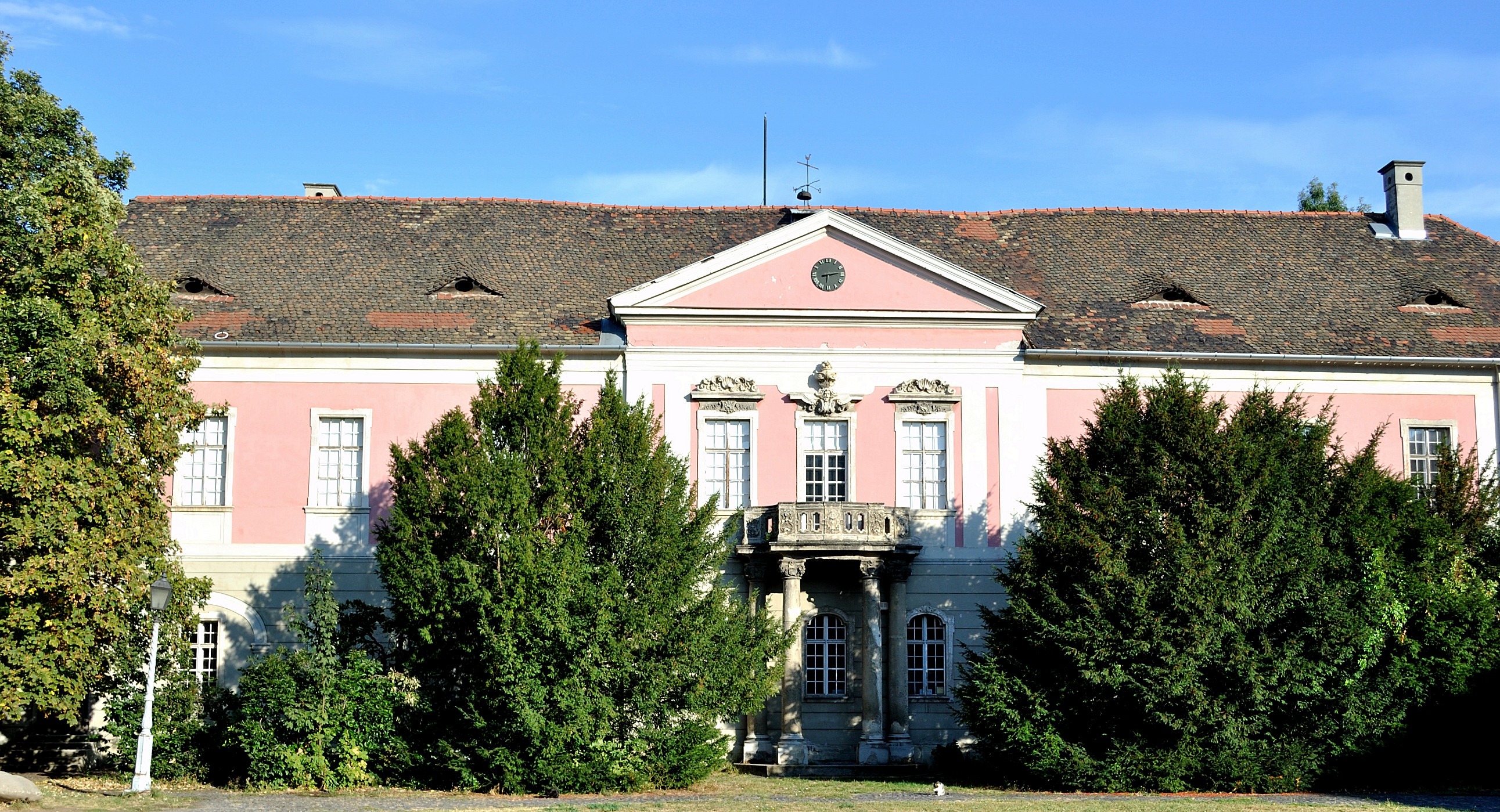
A Zichy-kastély
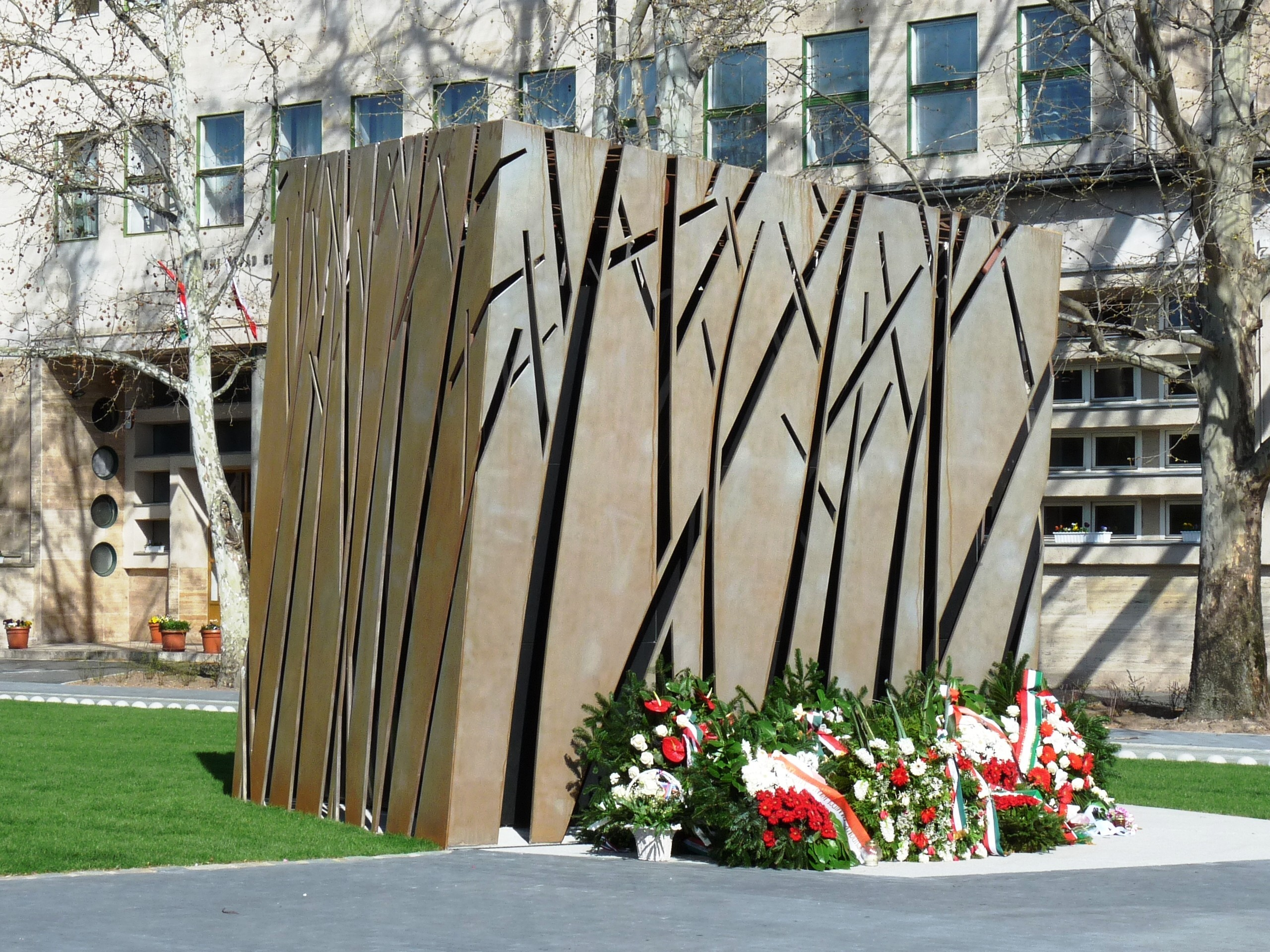
A katinyi mártírok emlékműve
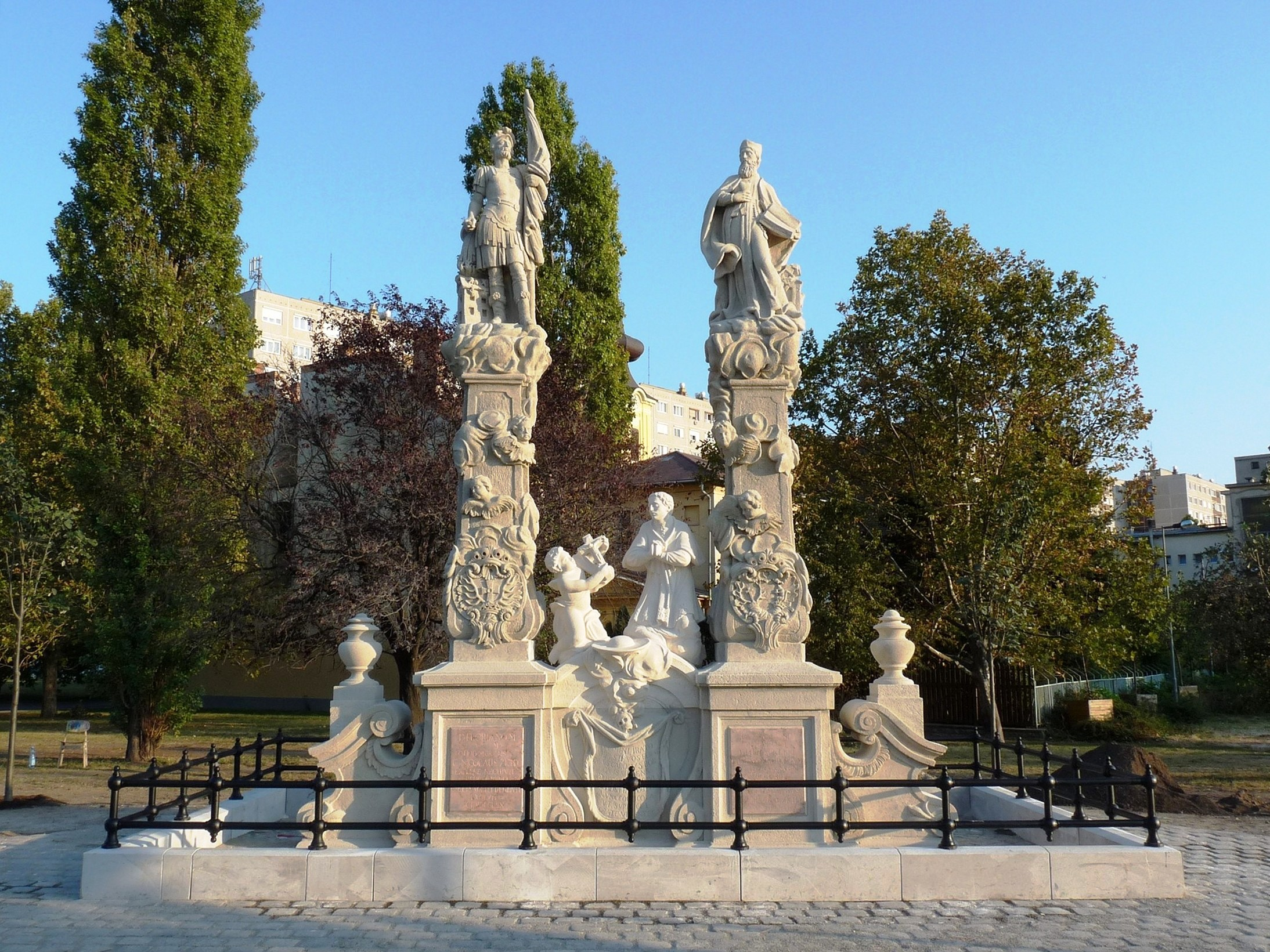
A Szent Flórián-szoborcsoport
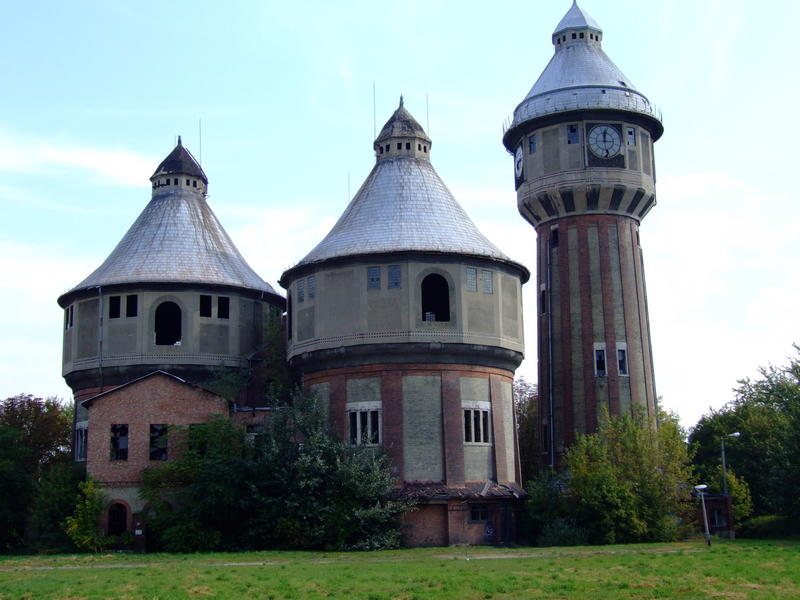
A gázgyár tornyai
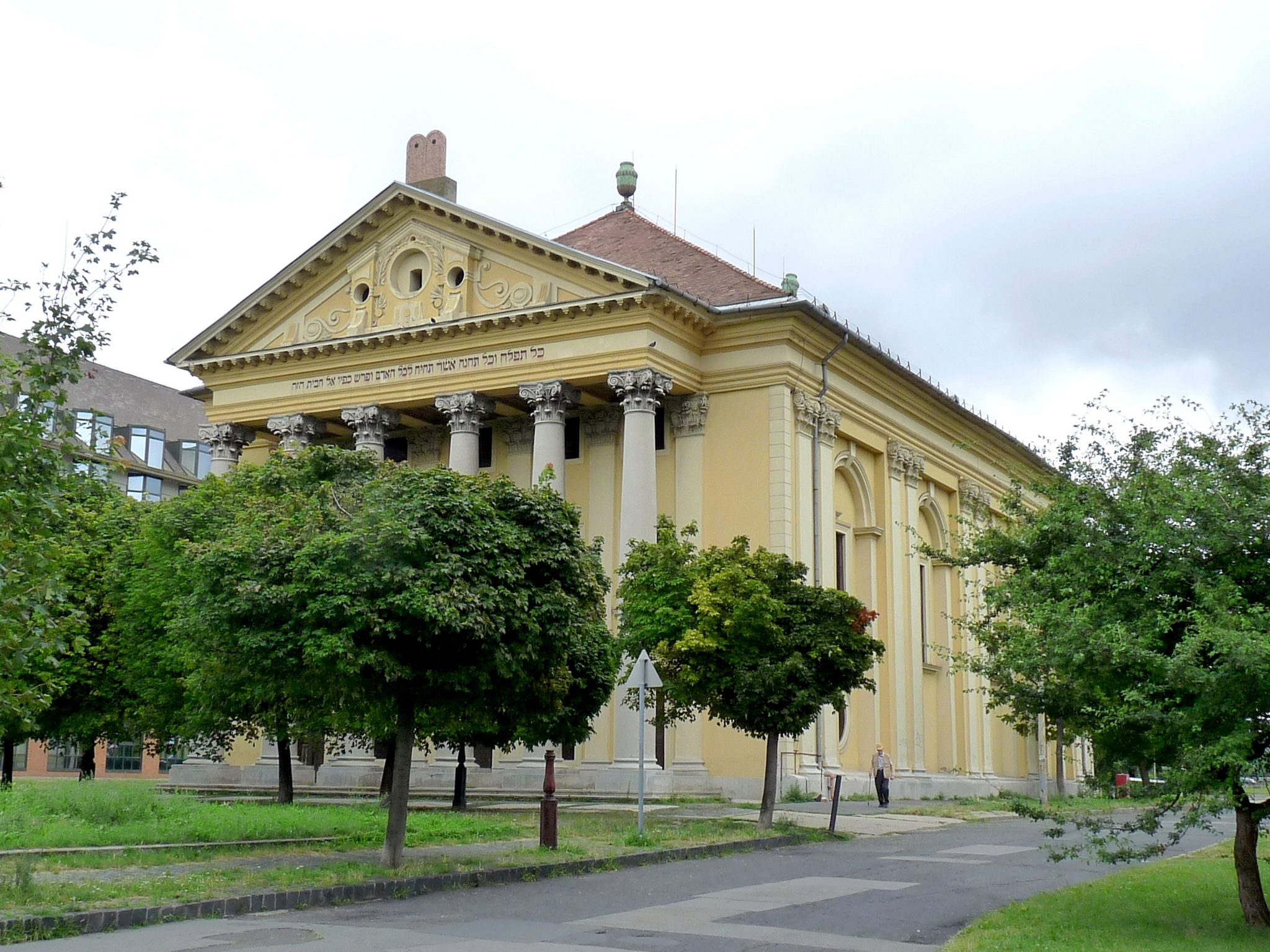
Óbudai zsinagóga